# Herod z Chalkis
Herod z Chalkis, czasami w literaturze opisywany jako Herod V (ur. 10 lub 9 p.n.e., zm. 48) - wnuk Heroda Wielkiego, król Chalkis od 41.

## Wywód genealogiczny
| 4. Herod Wielki |  |               |  |  |                    |
|                 |  | 2. Arystobul  |  |  |                    |
| 5. Mariamme I   |  |               |  |  |                    |
|                 |  |               |  |  | 1. Herod z Chalkis |
| 6. Kostobar I   |  |               |  |  |                    |
|                 |  | 3. Berenika I |  |  |                    |
| 7. Salome I     |  |               |  |  |                    |
|                 |  |               |  |  |                    |

## Biogram
Herod był drugim synem Arystobula I i jego żony Bereniki, bratem Heroda Agryppy I, Arystobula II, Herodiady i Mariamme IV.
Po śmierci swojego dziadka po mieczu, Heroda Wielkiego, został zabrany do Rzymu przez swoją matkę i babkę po kądzieli, Salome I. Na temat pobytu Heroda w Rzymie źródła nie przekazały żadnych informacji. W tym czasie poślubił swoją kuzynkę Mariamme V, po kądzieli wnuczkę Heroda Wielkiego; ślub miał miejsce prawdopodobnie pod koniec lat 20. I wieku.
W 41 roku otrzymał królestwo Chalkis z nadania rzymskiego cesarza Klaudiusza oraz rangę pretorską. Rzymski władca udzielił mu zezwolenia na wizytę w rzymskim senacie, gdzie Herod w języku greckim oficjalnie podziękował Klaudiuszowi. Nowy władca Chalkis przyczynił się do wydania dwóch edyktów cesarskich, gwarantujących Żydom ich prawa.
Przypuszczalnie pod koniec 41 roku Herod przybył do Chalkis. Zachowały się wybijane przez niego monety. Nowy król Chalkis współpracował ze swoim bratem Herodem Agryppą I, królem Judei. Współpracę tę umocniło zawarte w 44 roku małżeństwo Heroda z córką Agryppy - Bereniką.
Po śmierci Agryppy I w 44 roku Herod z Chalkis rozkazał swojemu zaufanemu Aristonowi stracić Silasa, byłego doradcę zmarłego króla. Judea po zgonie Agryppy I ponownie znalazła się pod bezpośrednimi rządami rzymskimi. Cesarz Klaudiusz przyznał Herodowi opiekę nad świątynią jerozolimską. Król Chalkis otrzymał też po zmarłym bracie prawo mianowania arcykapłanów.
Herod skorzystał z tego przywileju pod koniec 44 lub na początku 45 roku, kiedy usunął z urzędu arcykapłana Elioneusa, syna Szymona Kanterasa, a w jego miejsce powołał Józefa syna Kamei. W 47 lub 48 roku pozbawił urzędu Józefa i ustanowił arcykapłanem Ananiasza syna Nebedeusza.
Gdy rzymski prokurator Kuspiusz Fadus nakazał przechowywać szatę arcykapłana w twierdzy Antonia, Żydzi odwołali się od tej decyzji do cesarza Klaudiusza. Ten w liście z 28 czerwca 45 roku przyznał im rację; rzymski władca w swoim piśmie wymienił m.in. Heroda z Chalkis.
Herod zmarł pod koniec 48 roku. Po jego śmierci cesarz Klaudiusz przekazał Chalkis nie jego synowi Arystobulowi, lecz bratankowi - Herodowi Agryppie II.

## Małżeństwa i potomstwo
Pierwszą żoną Heroda była Mariamme V, córka Józefa III i Olimpias, po matce wnuczka Heroda Wielkiego. Z tego małżeństwa pochodził syn Arystobul.
Z drugiego małżeństwa z Bereniką miał synów Berenicianusa i Hirkana.